# 2017年亞洲冬季運動會自由式滑雪比賽
2017年亞洲冬季運動會自由式滑雪比賽於2月24日至26日在日本札幌札幌盤溪滑雪場舉行。總共舉辦四個項目：男女個人雪上技巧和雙人雪上技巧。

## 獎牌榜
| 排名 | 国家／地区 | 金牌 | 银牌 | 铜牌 | 總數 |
| ---- | ---------- | ---- | ---- | ---- | ---- |
| 1    | 日本       | 3    | 2    | 2    | 7    |
| 2    |            | 1    | 1    | 2    | 4    |
| 3    | 韩国       | 0    | 1    | 0    | 1    |
| 总计 | 总计       | 4    | 4    | 4    | 12   |

## 獎牌得主
| 項目             | 金牌                      | 银牌                      | 铜牌                          |  |  |  |
| 男子雙人雪上技巧 | 堀岛行真 · 日本（JPN）    | 原大智 · 日本（JPN）      | 德米特里·列伊赫尔德 · （KAZ） |  |  |  |
| 男子個人雪上技巧 | 堀岛行真 · 日本（JPN）    | 崔载遇 · 韩国（KOR）      | 德米特里·列伊赫尔德 · （KAZ） |  |  |  |
|                  |                           |                           |                               |  |  |  |
| 女子雙人雪上技巧 | 尤利婭·加萊謝娃 · （KAZ） | 村田爱里咲 · 日本（JPN）  | 伊藤美树 · 日本（JPN）        |  |  |  |
| 女子個人雪上技巧 | 村田爱里咲 · 日本（JPN）  | 尤利婭·加萊謝娃 · （KAZ） | 伊藤美树 · 日本（JPN）        |  |  |  |

## 參賽國家
總共有7個國家派員參賽。澳洲為受邀國家，不會頒發任何獎牌。
- （4）
- 中国（8）
- 日本（8）
- （4）
- 蒙古（3）
- 韩国（5）
- 泰国（1）